# Drimia hesperia
Drimia hesperia là một loài thực vật có hoa trong họ Măng tây. Loài này được (Webb & Berthel.) J.C.Manning & Goldblatt mô tả khoa học đầu tiên năm 2003.